# Taifa de Segura
La taifa de Segura era un emirato (taifa) en la región de Andalucía, en el sur de España. La ciudad de Segura de la Sierra (árabe: Saqura) fue la capital de la taifa.

## Historia
Era un reino moro medieval taifa que existió desde 1147 hasta probablemente alrededor de 1150.

## Lista de emires

### Dinastía Hamuskid
- Ibrahim ibn Ahmed ibn Hamushk: c. 1147–?
  - Parte de Murcia: c. 1150–1172